# Malpartida de la Serena
Malpartida de la Serena – gmina w Hiszpanii, w prowincji Badajoz, w Estramadurze, o powierzchni 26,33 km². W 2011 roku gmina liczyła 628 mieszkańców.